# Sharon Finneran
Sharon Evans Finneran, född 4 februari 1946 i Rockville Centre, är en amerikansk före detta simmare.
Finneran blev olympisk silvermedaljör på 400 meter medley vid sommarspelen 1964 i Tokyo.